# Tom Newman (Musiker)
Thomas Dennis „Tom“ Newman (* 1943 in Perivale, London) ist ein britischer Musiker und Musikproduzent. Newman spielte in verschiedenen Bands und hat zudem elf Soloalben produziert und veröffentlicht. Beginnend mit Tubular Bells im Jahr 1973 produzierte er einen großen Teil der Musik von Mike Oldfield und vielen anderen Künstlern.

## Leben und Wirken
Tom Newman wurde 1943 in Perivale einem Vorort von London Borough of Ealing als Sohn einer Irin geboren. Sein Vater war russisch-jüdischer Abstammung. Newman wuchs bis 1958 auf einem umgewandelten Behelfs-Landungsboot auf der Themse auf und besuchte das Gymnasium in London Borough of Ealing.
1959 spielte er Gitarre in der Skiffleband The Playboys, später wandte er sich dem Rock ’n’ Roll und Rhythm and Blues zu und gründete mit anderen die Rockband The Tomcats mit der er 1966 nach Spanien auf Tournee ging. Die Band veröffentlichte einige EPs beim Label Philips Espania, hauptsächlich mit Coverversionen von The Beatles und von The Rolling Stones. Tom Newman heiratete eine Spanierin und wurde Vater eines Sohnes.
1967 kehrte Newman nach England zurück. Zusammen mit Tony Duhing an der Leadgitarre, Alan James am Bass, Jon Field an den Perkussion-Instrumenten und Chris Jackson am Schlagzeug, fast alle waren Bandkollegen aus der Zeit mit den Los Tomcats beteiligte sich Tom Newman als Leadsänger und Sitarspieler am Projekt July, welches das gleichnamige Psychedelic-Rock-Album July im Jahr 1968 bei Major Minor Records veröffentlichte.
1970 wurde Tom Newman Geschäftspartner von Richard Branson, um das Manor Studio in Oxford aufzubauen. Zur selben Zeit sagte er dem damals 17-jährigen Mike Oldfield zu für ihn das Album Tubular Bells während der Leerlaufzeiten des Studios zu produzieren. Newman gelang es, nachdem das Album 1972 fertiggestellt war, Richard Branson, Simon Draper und Nik Powell davon zu überzeugen, ein Schallplattenunternehmen zu gründen. Somit wurde Tubular Bells im Jahr 1973 die erste Veröffentlichung von Virgin Records. Das Album, das 1974 die Spitze der US-amerikanischen Charts erreichte, wurde mehr als 13 Millionen Mal verkauft.
Tom Newman leitete in den folgenden Jahren viele Produktionen im Manor Studio, dazu gehörten 1973 das Debüt von Hatfield and the North und 1974 Hergest Ridge von Mike Oldfield und Newmans eigenes erstes Soloalbum Fine old Tom, das bei Virgin veröffentlicht wurde. 1975 verließ er nach Differenzen mit Branson das Unternehmen Virgin. Ein zweites Studioalbum Newmans, mit dem irreführenden Namen Live at the Argonaut wurde zurückgehalten und kam erst 27 Jahre später an die Öffentlichkeit.
Ab dem Jahr 1976 bis 1980 betrieb Newman sein eigenes Studio The Barge auf einem Hausboot in Londons Little Venice im Regent’s Canal. Dort entstand auch sein Soloalbum Faerie Symphony, das nicht nur durch die Arbeit mit Mike Oldfield beeinflusst war, sondern auch von Bo Hanssons Album Lord of the Rings. Das Album wurde 1977 von Decca Records verlegt und auch in Japan veröffentlicht. 1980 baute Newman das Studio speziell für Radiowerbung um und verkaufte es an Richard Branson. In den 1980er Jahren führte Newman verschiedene Studios: Ein mobiles Tonstudio The Sound Box mit dem er junge Künstler auf Tournee förderte, die Ezee Studios in Islington und ein Studio in East Sussex für Coda Records, das für die Videoserie Aspects of the Great Artists konzipiert war. In East Sussex entstanden auch seine beiden Soloalben Bayou Moon und Aspects. 1986 kam Tom Newmans zweiter Sohn zur Welt. 1987 zog die Familie nach Hastings; zwei weitere Soloalben Ozymandias und Hound of Ulster und einige Lieder für das Album Tall Scary Things entstanden in den folgenden drei Jahren neben seiner Arbeit als Produzent für andere Musiker.
1991 erwarb Tom Newman ein britisches Minensuchboot aus den 1950er Jahren mit dem Namen Enterprise auf dem er eine Radiostation einrichtete.
In den Jahren von 1971 bis 1991 produzierte Tom Newman mehr als 56 Alben und Singles, verbunden mit mehr als 25 Millionen verkauften Tonträgern.

## Diskografie

### Musikalische Zusammenarbeit
- 1966 The Tomcats: The Tomcats
- July:
  - 1968 July
  - 1995 The Second of July

### Soloveröffentlichungen
- 1975 Fine Old Tom
- 1975 Live at the Argonaut
- 1977 Faerie Symphony
- 1986 Bayou Moon
- 1986 Aspects
- 1988 Ozymandias
- 1996 The Hound of Ulster
- 1996 Hotel Splendide (Live)
- 1998 Snow Blind
- 1999 Tall Scary Things
- 1999 Faerie Symphony and Other Stories

### Als Produzent (Auswahl)
- 1972 für The Bonzo Dog Band: Let’s Make Up and Be Friendly
- 1973 Hatfield and the North: Hatfield and the North
- 1977 Neil Innes: Taking Off
- 1979 The Adverts: Cast of Thousands
- 1980 Sally Oldfield: Celebration
- Doll by Doll:
  - 1981 Doll by Doll
  - 1982 Grand Passion
- 1982 Natasha: Captured
- 1983 Snowy White: White Flames
- 1983 Atomic Rooster: Headline News
- 1987 Chris Jordan: Twilight of the Gods
- 1987 Michael Chapman: Heartbeat
- 1993 Jade Warrior Distant Echoes
- 1995 Phil Thornton Forever Dream
- Mike Oldfield:
  - 1973 Tubular Bells
  - 1974 Hergest Ridge
  - 1975 Ommadawn
  - 1979 Platinum
  - 1990 Amarok
  - 1991 Heaven’s Open
  - 1992 Tubular Bells II